# Nadia Benbouta
Nadia Benbouta (sinh ngày 21 tháng 1 năm 1970) là một nghệ sĩ người Algérie sống và làm việc tại Paris.
Sinh ra ở Algiers, cô được đào tạo tại École supérieure des beaux-arts d'Alger và École nationalale supérieure des Beaux-Arts.
Nghệ thuật của cô kết hợp các yếu tố dường như không liên quan: hình ảnh được tìm thấy từ quảng cáo, phim thiếu nhi và các nguồn khác, nghệ thuật truyện tranh, cờ, vũ khí và thiết kế trang trí.
Tác phẩm của cô đã được hiển thị trong các chương trình solo ở Pháp, Đức và Ukraine. Cô đã tham gia triển lãm nhóm tại Paris, Lyon, Marseille, Toulouse, Đức, Na Uy, Hy Lạp, Algeria và thành phố New York.
Benbouta đã nhận được giải thưởng Prix Albéric Rocheron vào năm 1998 và Prix Fenêtre des Arts Européens được trao tặng bởi Bảo tàng Sprengel tại Hanover năm 1999.
Tác phẩm của cô được tổ chức trong các bộ sưu tập của Bibliothèque nationalale de France, École nationalale supérieure des Beaux-Arts, Musée régional d'art contemporain Languedoc-Roussillon-Midi-Pyrénées và thị trấn Bobigny.